# 泰耶 (阿列日省)
泰耶（法語：Teilhet，法語發音：[tɛjɛ]）是法国阿列日省的一个市镇，属于帕米耶区。

## 地理
泰耶（43°5'33"N, 1°46'45"E）面积8.96 平方千米，位于法国奧克西塔尼大區阿列日省，该省份为法国西南部内陆省份，西部和北部与上加龙省接壤，东临奥德省，东南至东比利牛斯省接壤，南与安道尔和西班牙接壤。
与泰耶接壤的市镇（或旧市镇、城区）包括：芒斯、里约克罗斯、圣费利德图尔内加、图尔特罗勒、瓦尔斯。

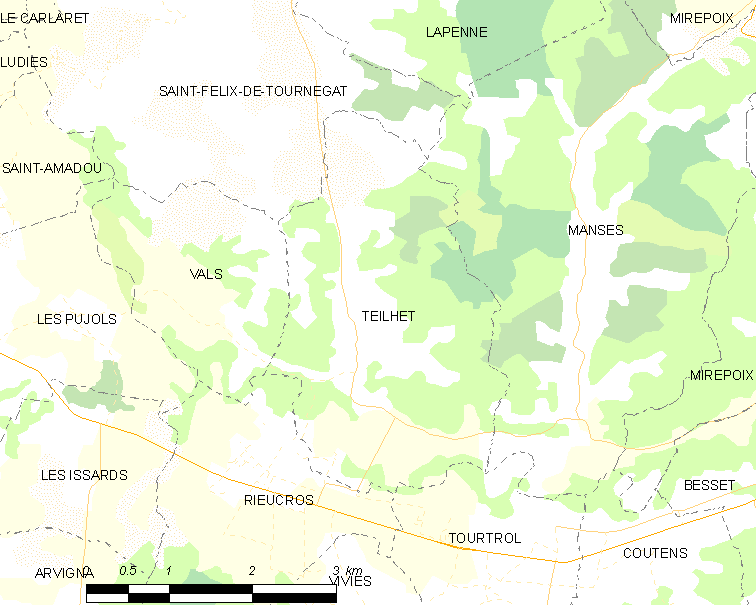
的OSM定位图

泰耶的时区为UTC+01:00、UTC+02:00（夏令时）。

## 行政
泰耶的邮政编码为09500，INSEE市镇编码为09309。

## 政治
泰耶所属的省级选区为米尔普瓦县。

## 人口

1962-2008年间人口变化图示

泰耶于2022年1月1日时的人口数量为162人。